# Siarhiej Kuzniacou
Siarhiej Wiaczasławawicz Kuzniacou, biał. Сяргей Вячаслававіч Кузняцоў, ros. Сергей Вячеславович Кузнецов, Siergiej Wiaczesławowicz Kuzniecow, (ur. 3 listopada 1979 w Mińsku) – białoruski piłkarz, grający na pozycji pomocnika, trener piłkarski.

## Kariera piłkarska

### Kariera klubowa
W 1997 rozpoczął karierę piłkarską w miejscowej drużynie Źmiena-BATE Mińsk. Potem występował w klubach BATE Borysów, RSzWSM-Alimpija Mińsk i FK Daryda. Na początku 2004 przeszedł z Naftana Nowopołock do ukraińskiego Metalista Charków. W 2007 najpierw bronił barw Tawrii Symferopol, a potem Arsenału Kijów. Latem 2009 powrócił do Białorusi, gdzie został piłkarzem Hranitu Mikaszewicze. W 2010 zakończył karierę piłkarską w klubie Dynama Brześć. W 2012 grał w amatorskim FK Bucza, a od 2013-2015 był zawodnikiem Kołosu Kowaliwka, jednak na poziomie zawodowym nie rozegrał żadnego meczu.

### Kariera reprezentacyjna
W 2000 rozegrał jeden mecz w młodzieżowej reprezentacji Białorusi.

## Kariera trenerska
Latem 2015 otrzymał propozycję pracy na stanowisku asystenta głównego trenera w Kołosie Kowaliwka. 29 sierpnia 2021 roku po dymisji Rusłana Kostyszyna został zatrudniony na stanowisku pełniącego obowiązki głównego trenera Kołosu, jednak już 7 listopada złożył rezygnację.

## Sukcesy i odznaczenia

### Sukcesy klubowe
BATE Borysów
- mistrz Białorusi (1): 1999
- wicemistrz Białorusi (1): 2000

Metalist Charków
- brązowy medalista Mistrzostw Ukrainy: 2007